# Cramique
Le ou la cramique (ou kramiek en flamand) est un pain brioché belge fourré de raisins secs. C’est une recette qu’on retrouve, à l’origine, dans les trois régions de Belgique : la Flandre, la Wallonie et Bruxelles Capitale, ainsi que dans le Nord de la France et au Luxembourg.

## Étymologie
L'origine du mot cramique remonte à 1257 à Nivelles, où le terme "cremmiche" est utilisé pour quantifier de la farine ou du pain à l'abbaye.  
Le terme de « cramique » apparaît en 1831, dans un recueil de cacologies édité à Bruxelles. 
Un débat existe quant au genre du mot « cramique ». Léon Daudet raconte dans un ouvrage de 1930 son séjour à Bruxelles, où il écrit : « Une gourmandise nationale est la cramique, intermédiaire entre la brioche et le pain, et qui fait merveille dans le chocolat et le café au lait ». Thomas Beaufils rapporte en 2004 l'utilisation du féminin en Belgique alors que l'utilisation masculine est largement majoritaire.

## Caractéristiques
Il est généralement consommé au petit déjeuner et au goûter, le plus souvent tranché, avec du beurre, de la confiture ou du cacao. On le sert aussi nature ou pour accompagner le foie gras sous forme de tranches grillées. Il doit son succès à la combinaison du moelleux de sa pâte et des raisins dont il est fourré.